# 海上巴士
海上巴士（英語：SeaBus）是加拿大卑詩省大溫哥華地區内一項渡輪服務，連接布勒内灣兩岸的溫哥華市中心濱海站和北溫哥華市朗斯代爾碼頭。海上巴士由岸山巴士公司營運，為運輸聯線旗下大溫地區公共交通服務的一部分。
截至2009年，海上巴士載客量達每天18,500人次，夏季上升至21,000人次，於2010年冬季奧運會期間運行更錄得48,000人次的單日載客量。海上巴士於2004年至2009年間的年度載客量為5百20萬人次，更於2008年創下5百54萬人次的年度載客量記錄。

## 運作

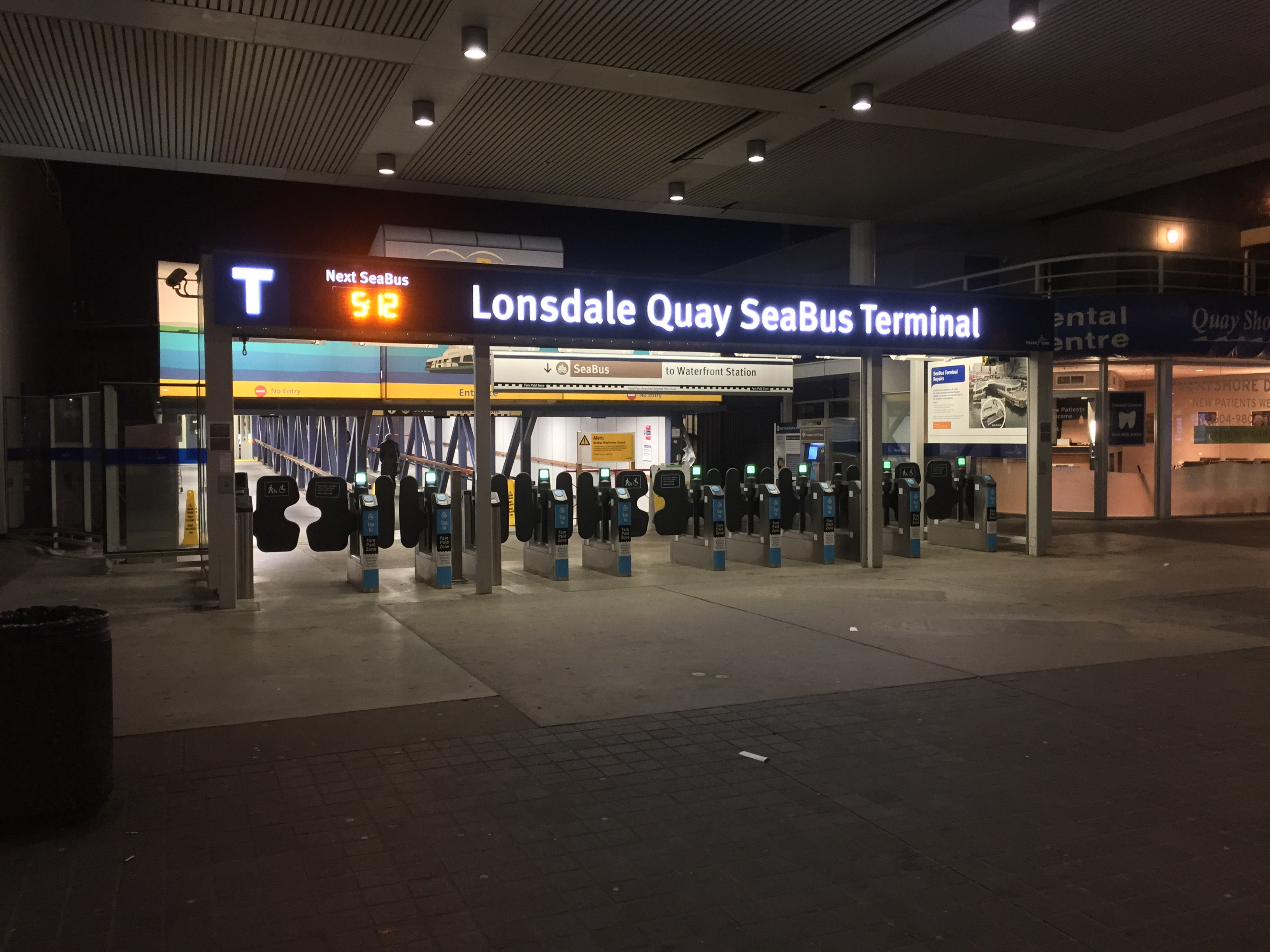
北溫海上巴士碼頭入口，可見下一班渡輪開航的倒計時。

海上巴士的服務時段介乎早上6點至翌日清晨1點。星期一至六日間時段有兩艘渡輪行駛，每15分鐘一班。星期一至六晚間時段和星期日只有一艘渡輪行駛，每30分鐘一班。來往溫市中心和北溫一程需時約12分鐘。
運輸聯線的收費架構適用於此，乘客需繳付橫跨兩個收費區的費用，而在晚上6:30以後、星期六、星期日及假日的任何時間，乘客則只需繳付一個收費區的費用。海上巴士過往亦如架空列車般，依靠乘客自律繳費。為了避免乘客逃票，碼頭内時有警察及運輸聯線工作人員查看乘客的付費證明。當局有權要求未能出示有效付費證明的乘客離開碼頭，最高罰款達173加元。海上巴士兩個碼頭的中央候船廳皆設有入閘機，但只作人流管制而非收取船費之用；每當入閘人數達船隻載客量上限後，入閘機會上鎖以免船隻超載。隨著運輸聯線推出康百世卡智能收費系統，濱海站和朗斯代爾碼頭皆加設驗票閘門，並於2016年4月啓用。
乘客可攜帶單車乘搭海上巴士，無需額外繳費。每班渡輪限載六部單車。

## 碼頭

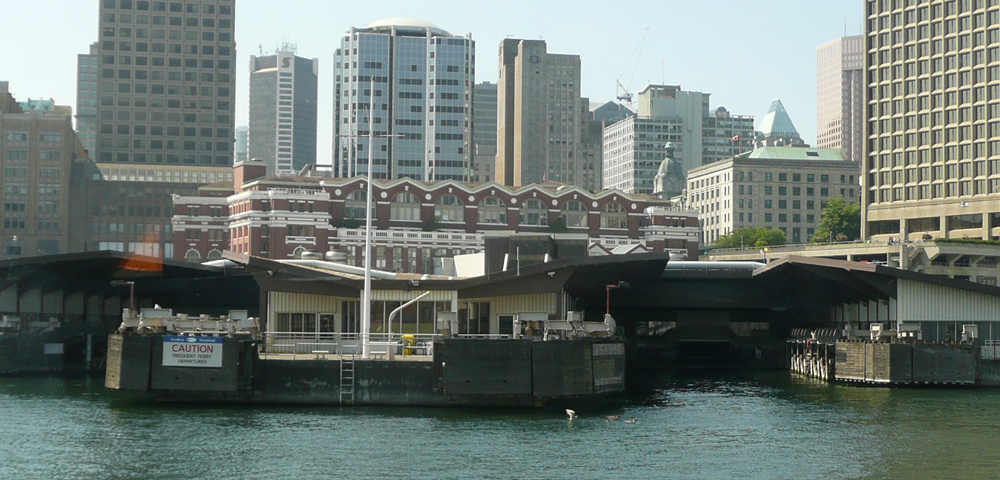
濱海站的海上巴士碼頭

海上巴士於溫哥華市中心的碼頭是濱海站的一部分，以一條行人天橋與濱海站的主體建築相連；乘客可於該處轉乘溫哥華架空列車的博覽線和加拿大線，以及西岸快車通勤鐵路線。渡輪於北溫一端則停靠於朗斯代爾碼頭，乘客可於該處轉乘北岸巴士線。
海上巴士的兩座碼頭各自提供兩個泊位，而碼頭建築的平面則呈「山」字狀。中央候船廳位於兩個泊位之間，以隔牆和入閘機分成兩部分，各服務一個泊位，乘客在此等候上船；泊位另一邊的通道則供下船乘客離開碼頭建築。整體碼頭佈局與鐵路系統的西班牙式月臺佈局相似。

## 船隊
海上巴士目前的船隊由下列船隻組成：
| 船隻             | 制造年份 | 狀況           | 外部                       | 内部                       |
| ---------------- | -------- | -------------- | -------------------------- | -------------------------- |
| 布勒水獺號       | 1976年   | 已退役         |                            |                            |
| 布勒海狸號       | 1976年   | 使用中（后备） |                            | （與布勒水獺號相同）       |
| 布勒太平洋微風號 | 2009年   | 使用中         |                            |                            |
| 布勒水獺二號     | 2014年   | 使用中         | （與布勒太平洋微風號相若） | （與布勒太平洋微風號相若） |

海上巴士於1977年投入服務時有兩艘渡輪，分別為「布勒水獺號」（MV Burrard Otter）和「布勒海狸號」（MV Burrard Beaver），兩艘船的載客量皆為400人，由Yarrows公司製造。第三艘渡輪由域多利船塢公司製造，命名為「布勒太平洋微風號」（MV Burrard Pacific Breeze），同樣可運載400人，耗資2億5千萬加元，於2009年10月付運予運輸聯線，並於同年12月投入服務。該三艘渡輪全數於2010年冬季奧運會期間運行，以應付奧運期間的額外乘客需求。
運輸聯線本來計劃於奧運過後為水獺號和海狸號進行翻新，以將其壽命延長20年，然後再恢復奧運期間使用全數三艘渡輪的航行安排。不過，由於資金短缺，奧運過後海上巴士服務主力由海狸號和太平洋微風號兩艘渡輪提供，水獺號則留作後備用途。運輸聯線仍然寄望日後會有足夠經費實行永久性三船服務，因此保留全數三艘渡輪。
運輸聯線於2012年末宣佈建造第四艘渡輪，並由荷蘭的德文船塢集團（Damen Group）投得總值約2500萬加元的工程合約。新船命名為「布勒水獺二號」（MV Burrard Otter II），2014年6月建成，同年7月末付運予運輸聯線，12月1日啓航。海狸號將改作後備用途，水獺號則會退役。

## 歷史

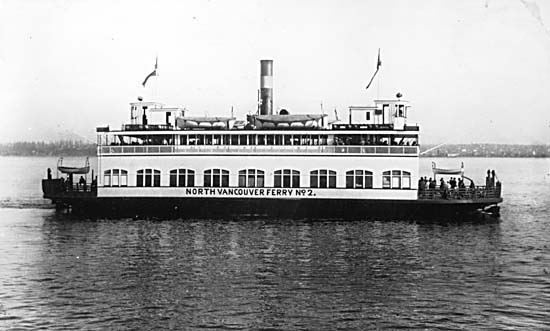
北溫2號渡輪（攝於1911年）

布勒内灣早於1866年已出現渡輪服務，但當年的「渡輪」實際上只是一條划艇。正規的渡輪船隻於1873年投入服務，而連接溫哥華市和朗斯代爾碼頭的定時渡輪服務則於1891年首航。獅門橋於1938年通車後曾搶去渡輪的部分生意，但二戰期間北溫一帶造船業興旺，令渡輪乘客數目回升。戰後私家車越來越普遍，令渡輪再度流失乘客，並於1958年8月30日停航。
1960年代曾出現興建行車隧道橫越布勒内灣的建議，並於溫哥華端駁上新建的高速公路。但隨著溫市的公路計劃被取消，隧道計劃亦連帶告吹，而原預留作興建隧道的款項則改為用作復辦布勒内灣載客渡輪服務。大溫哥華區域局一份於1975年發表的報告將之列為改善區内運輸的首要項目之一，而渡輪則於1977年6月16日以「海上巴士」之名啓航，再度為乘客提供乘船過海的選擇。

## 外部連結
- 運輸聯線網站 海上巴士頁面 （页面存档备份，存于）